# غولغو 13
غولغو 13 (باليابانية: ゴルゴ13) و (بالإنجليزية: Golgo 13)‏ ويعرف أيضاً باسم القاتل المأجور هو مسلسل مانغا ياباني من تاليف تاكاو سايتو وتوزيع مجلة بيغ كوميك منذ أكتوبر 1968 وحتى الآن، حاز هذا المسلسل على جائزة شوغاكوكان للمانغا كأفضل مانغا، ويتكلم عن قصة منفذ اغتيالات محترف يتلقى المال مقابل تنفيذ عمليات الاغتيال وأصبح رابع أكثر سلاسل المانغا بيعاً في التاريخ. في سنة 1998 تم البدأ بإنتاج أول مسلسل أنمي له وتم إنتاج عدة أفلام أنمي عنه أيضاً.

## روابط خارجية
- غولغو 13 على موقع ANN anime (الإنجليزية)
- غولغو 13 على موقع ANN manga (الإنجليزية)